# Ádám Szentpétery
Ádám Szentpétery (* 24. Februar 1956) ist ein in der Slowakei lebender slowakisch-ungarischer Künstler und Leiter der Abteilung Atelier für zeitgenössische Bilder an der Fakultät für Kunst der Technischen Universität Košice in der Slowakei. Bekannt ist er vor allem für seine abstrakte Malerei mit stark geometrisch organisierten Leinwänden.

## Leben und Karriere
Ádám Szentpétery wurde in Rožňava, Tschechoslowakei, geboren. Von 1971 bis 1975 studierte er an der Kunstgewerbeschule in Košice (Abteilung für Grafik). Von 1976 bis 1982 studierte er an der Akademie für Bildende Kunst und Design in Bratislava im Atelier für monumentale Malerei.
Seit 1999 ist er Leiter des Ateliers für Zeitgenössische Fotografie an der Philosophischen Fakultät der Technischen Universität in Košice (seit 2004 außerordentlicher Professor). Im Jahr 2007 wurde Szentpétery in Budapest (Ungarn) mit dem „Munkácsy Mihály díj“ (Staatspreis) ausgezeichnet. Heute lebt und arbeitet er in Rožňava und Košice.
Seit 1984 zeigte Szentpétery seine Werke in zahlreichen Einzel- und Gruppenausstellungen auf der ganzen Welt, hauptsächlich in den Ländern der Europäischen Union, aber auch in Japan, Korea und Taiwan.